# Dorothy Cheney (scientifique)
Dorothy Leavitt Cheney (24 août 1950 - 9 novembre 2018) est une scientifique américaine qui étudie le comportement social, la communication et la cognition des primates sauvages dans leur habitat naturel. Elle est professeur de biologie à l'Université de Pennsylvanie et membre de l'Académie nationale des sciences et de l'Académie américaine des arts et des sciences.

## Contexte et éducation
Dorothy Leavitt Cheney est née le 24 août 1950 à Boston, Massachusetts. Son père est un économiste et officier du service extérieur américain. De 1964 à 1968, elle fréquente l'Académie des Abbés. En 1972, elle est diplômée du Wellesley College, où elle se spécialise en sciences politiques et obtient une bourse Durant. Elle épouse Robert Seyfarth en 1971 et en 1972, ils lancent un projet de recherche commun sur les babouins sauvages dans le Parc national des Zèbres de montagne, en Afrique du Sud. Après cette recherche sur le terrain, elle devient doctorante sous la supervision de Robert Hinde, de l'Université de Cambridge. Elle obtient son doctorat en 1977. Cheney meurt d'un cancer du sein le 9 novembre 2018 chez elle à Devon, en Pennsylvanie. 

## Carrière
Après Cambridge, Cheney (avec son mari) rejoint le laboratoire de Peter Marler à l'Université Rockefeller, où elle obtient une bourse postdoctorale de la National Science Foundation et devient ensuite professeure adjoint. En 1981, Cheney et Seyfarth deviennent professeurs adjoint au département d'anthropologie de l'UCLA.  En 1985, ils s'installent à l'Université de Pennsylvanie, où Cheney est membre du département d'anthropologie de 1985 à 1991 et du département de biologie de 1991 jusqu'à sa retraite en 2016. 
Cheney est élue membre du Centre d'études avancées en sciences du comportement (1983), la Fondation John Simon Guggenheim (1995), la Animal Behavior Society (1997), l'Académie américaine des arts et sciences (1999)  et est élue membre de la National Academy of Sciences des États-Unis en 2015.  Les Proceedings of the National Academy of Sciences ("Comptes-rendus de l'Académie nationale des sciences des États-Unis d'Amérique") décerne son prix Cozzarelli 2010 au meilleur article dans le domaine des sciences du comportement et des sciences sociales à un article sur la collaboration entre babouins co-écrit par Cheney et Seyfarth. 
Cheney reçoit aussi un prix d'enseignement du département de biologie (2009), le Distinguished Animal Behaviorist Award de la Animal Behavior Society (2016), le Distinguished Primatologist Award de l'American Society of Primatologists (2016), un doctorat honorifique de l'Université de Neuchâtel, Suisse (2013), et le Distinguished Alumni Award de la Phillips Andover Academy (2017). 

## Recherche
En 1973 et 1974, Cheney et Seyfarth étudient le comportement social des babouins dans le Parc national des Zèbres de montagne, Afrique du Sud. Les recherches de Cheney sont axées sur le développement des juvéniles et des subadultes des deux sexes. En 1977, en tant que boursiers postdoctoraux travaillant avec Peter Marler, ils entament une étude de onze ans sur le comportement, la communication et la cognition chez les singes Vervet dans le parc national d'Amboseli, au Kenya. Ils ont mis au point des expériences de « playback » sur le terrain pour étudier les informations acquises par les auditeurs lorsqu’ils entendent une vocalisation - en particulier les appels d’alarme des singes Vervet - et ont montré comment de telles expériences pouvaient être utilisées pour tester des hypothèses sur la connaissance des relations sociales des singes. Leur travail est décrit dans le livre Comment les singes voient le monde. 
À partir de 1992, Cheney et Seyfarth ont mené une étude de 16 ans sur la communication et le comportement social des babouins dans le delta de l'Okavango au Botswana. Là-bas, eux et leurs collègues poursuivent leurs études expérimentales sur la cognition sociale, montrant que les singes ont une compréhension sophistiquée des rangs de dominance et des relations sociales des uns et des autres. Ils utilisent également des techniques non invasives pour étudier les facteurs qui contribuent au stress et à son soulagement dans des conditions naturelles.  Ce travail est décrit dans leur livre Baboon Metaphysics (Cheney & Seyfarth, 2007, University of Chicago Press).  Depuis 2005, des recherches menées en collaboration avec Joan Silk ont montré que, comme chez l’être humain, les individus qui établissent des liens étroits et stables avec d’autres individus ont une meilleure valeur sélective inclusive sous la forme d’une plus grande longévité et d’une plus grande survie des enfants. Les individus ayant des liens sociaux étroits ont aussi des niveaux de stress réduits. Ces résultats suggèrent que la sélection naturelle a favorisé les individus qui ont à la fois l'habileté et la motivation pour nouer des liens sociaux stratégiques, et que les antécédents évolutifs de la coopération humaine peuvent être trouvés même dans des espèces sans langue ni culture. 

## Voir également
- Communication animale
- Éthologie
- Systèmes sociaux primat